# Due note/Stringimi forte i polsi/Sabato notte
Due note/Stringimi forte i polsi/Sabato notte è il 90° singolo di Mina, pubblicato a ottobre 1968 su vinile a 45 giri dall'etichetta Italdisc.

## Storia
Il 28 settembre 1968 nella prima puntata di Canzonissima, Mina ripropone dal vivo due sue vecchie sigle finali di passate edizioni dello stesso spettacolo: Due note (da Canzonissima 1960) e Stringimi forte i polsi (da Canzonissima 1962).
Brevi frammenti video delle due esibizioni sono presenti nel DVD Gli anni Rai 1967-1968 Vol. 5, che fa parte di un cofanetto monografico in 10 volumi pubblicato da Rai Trade e GSU nel 2008.
Nel corso delle varie puntate ricanterà anche Sabato notte, a sua volta sigla finale di un altro varietà condotto dall'artista, Studio Uno trasmesso nel 1961.

## Descrizione
Italdisc la prima casa discografica di Mina, che adesso lavora con PDU (Platten Durcharbeitung Ultraphone) fondata da lei stessa il 1º dicembre 1967 dopo gli anni con Ri-Fi, coglie l'occasione per pubblicare questo disco tris, sottotitolato A Canzonissima 68, che però contiene i tre brani originali registrati dalla cantante in studio a suo tempo e NON le versioni dal vivo eseguite durante la trasmissione.

## Tracce
L'anno indicato è quello di pubblicazione del singolo.
Lato A
1. Due note – 3:34 (testo: Antonio Amurri, Bruno Canfora, Raffaele Sposito "Faele" – musica: Bruno Canfora; edizioni musicali Ariston) – 1960

Lato B
1. Stringimi forte i polsi[5] – 2:34 (testo: Leo Chiosso, Dario Fo – musica: Fiorenzo Carpi; edizioni musicali Ritmi e canzoni) – 1962
2. Sabato notte – 2:39 (testo: Dino Verde – musica: Bruno Canfora; edizioni musicali Curci) – 1961